# Afong Moy
Afong Moy est la première femme chinoise à immigrer aux États-Unis. En 1834, elle est amenée à New York City depuis sa ville de Guangzhou par Nathaniel et Frederick Carne, qui l'exhibe sous le nom de la « Dame chinoise ». L'annonce de l'exhibition avertit sur son habillement, sa langue, et ses « petits pieds » en raison de la pratique des pieds bandés.
Afong Moy arrive à New York le 17 octobre 1834. Le New York Daily Advertiser la présente comme « Juila Foochee ching-chang king, fille de Hong wang-tzang tzee king ». Elle est exhibée pendant quelque temps à New York, avec un traducteur nommé Atung, et « diverses curiosités chinoises », puis fait le tour des États-Unis, et rencontre même le président Andrew Jackson.
Bien qu'elle devait à l'origine retourner en Chine après deux ans aux États-Unis, elle reste finalement plus longtemps, et est toujours l'objet d'exposition en 1850.